# Hanamaulu
Hanamaulu (Hanamāʻulu) – jednostka osadnicza w Stanach Zjednoczonych, w hrabstwie Kauaʻi.